# シネマジック
株式会社シネマジック（CineMagic、CINEMAGIC）は、1983年に設立された日本のアダルトビデオメーカーである。

## 歴史
1983年にサン出版の社員だった吉村彰一が設立。アートビデオと並ぶSMビデオの老舗。80年代後半には単体アイドル路線のAVも作成していたが（レーベル名Annie）、現在はほとんどの作品がSMモノかSM色の強いフェチモノである。社名は当初団鬼六のSM映画を製作したかったことにちなんでおり、映画＝シネマと思いがけないこと＝マジックの意味である。第1作は、『S&M;生撮り　悦縛！愛奴A』（1983年）。
設立後しばらくは無審査メーカーだったが、当局の規制強化を受け、1985年、日本ビデオ倫理協会（ビデ倫）に加入した。
それまで暗く陰惨だったSMのイメージをガラリと変える美麗なパッケージで登場、アートビデオと人気を二分するメーカーとなった。
1985年にリリースした菊池エリのAVデビュー作ともなった『シスターL』は、大ヒットを記録し、シリーズ化され3作品が発売され、いずれもヒットを記録した。
1986年には、島崎梨乃の『インモラル女高生』、『魔性の柔肌』、岡本百合の『愉芽の絆』、樹まり子の『ラバーM』がヒットを記録した。
また、1990年からリリースした「奴隷秘書シリーズ」では、矢沢ようこ、小林ひとみ、渡瀬晶というトップ女優を起用し、無名モデルが多く使われるSMビデオの常識を覆した。
1992年には森川いづみ主演の長編ドラマ『インモラル・ハート』全6本をリリースした。
2000年には当初の夢であった団鬼六作品の映画化をした。廣木隆一監督、大杉漣主演の一般映画『不貞の季節』で、高い評価を受けた。
2002年には一般映画の大作『およう』を製作委員会方式で主導製作し、松竹系で公開した。団鬼六原作、東映のベテラン関本郁夫監督、主演が世界的バレエダンサーの熊川哲也と竹中直人という組み合わせである。
2006年、ビデ倫を脱退、レンタル商品は9月より、セル商品は10月よりコンテンツ・ソフト協同組合（メディ倫）の審査に移行した。
2007年7月より、流通をアウトビジョン（北都）に委託。
SMビデオの巨匠と呼ばれる川村慎一監督が20年以上、ホームグラウンドとして撮り続けてきたメーカーである。
編集が終わった素材は裏流出防止のため、廃棄しているという。
2015年、自社ビルをリノベーションして撮影スタジオとして稼働させる。
2023年、SMドラマ作品に加えフェチや男の娘などのアブノーマルよりのレーベルも運営する。

## 主なレーベル
- コレクト[12]
- ノワール[12]（ドキュメント路線）[4]
- 縄（ジョウ）[12]（縛りをテーマにしている）[4]
- 完熟[12]
- リリーズ（レズモノ中心）[4]
- ギャング(Gang)（非SM企画もの）[4]
- ビクセン(VIXEN)（まるかつ監督レーベル）[12]
- ニンフ（Nynph)[12]（フェチレーベル）
- 陰陽（オトコノコレーベル）